# Gold Coaster
Gold Coaster in Dreamworld (Coomera, Queensland, Australien) ist eine Stahlachterbahn vom Modell Custom Looping Coaster des Herstellers Arrow Dynamics, die am 26. Dezember 2001 eröffnet wurde. Ursprünglich wurde sie 1995 im Luna Park (Sydney) als Big Dipper eröffnet, wurde aber bereits am 27. Januar 2001 auf Grund von Lärmbelästigungen der Anwohner wieder geschlossen. Zum Zeitpunkt ihrer Eröffnung galt sie als der erste Megacoaster an der Gold Coast seit 1995. Am 26. Dezember 2001 wurde sie als Cyclone in Dreamworld wieder eröffnet. Am 26. Dezember 2015 fand die Umbenennung in Hot Wheels SideWinder statt und seit Dezember 2020 fährt sie unter dem Namen Gold Coaster.

## Konstruktion
Gold Coaster wurde 1994 zu einem Preis von 8 Mio. australische Dollar gebaut, wobei 1000 Tonnen Stahl und 15000 Schrauben und Bolzen verbaut wurden. Dreamworld bezahlte für die Bahn 5,5 Mio. Dollar, wobei 3 Mio. Dollar für die Bahn selbst ausgegeben wurden und 2,5 Mio. Dollar für die Installation, Modifikation und die Entwicklung der Thematisierung der Bahn. Der Großteil der Veränderungen fand an den Stützen statt. In Sydney war die Bahn teilweise über ein einstöckiges Gebäude gebaut, so dass die Stützen für Dreamworld an den neuen Boden angepasst werden mussten. Es wurden 136 LKWs benötigt, um die 900 m lange Strecke von Sydney nach Coomera zu transportieren.

## Schienenlayout
Die 40 m hohe und 900 m lange Bahn besitzt zwei Inversionen: einen Reverse Sidewinder und einen Looping, wobei sich beide Inversionen in der WhiteWater World befinden. Der einzelne Zug, der aus sechs Wagen besteht, fasst 24 Personen (vier Personen (zwei Reihen à zwei Personen) pro Wagen) und erreicht eine Höchstgeschwindigkeit von 85 km/h.